# Кіотський педагогічний університет
Кіотський педагогічний університет яп. 京都教育大学, латиніз.: Kyōto kyōiku daigaku — державний університет, розташований у місті Кіото, Японія. Заснований у 1876 році як навчальна школа(яп. Kyōto shihan gakkō), а у 1949 отримав статус університету в результаті злиття з іншою навчальною школою(яп. Kyōto seinen shihan gakkō).